# Hyparrhenia newtonii
Hyparrhenia newtonii är en gräsart som först beskrevs av Eduard Hackel, och fick sitt nu gällande namn av Otto Stapf. Hyparrhenia newtonii ingår i släktet Hyparrhenia och familjen gräs. Utöver nominatformen finns också underarten H. n. macra.